# 1000 år – En svensk historia
1000 år – en svensk historia är en svensk dokumentärserie i sex delar av Hans Villius och Olle Häger om Sveriges historia.
Programmet sändes ursprungligen i sex delar på vardera fyrtio minuter i TV2 i oktober-november 1980:
- Avsnitt 1: Och hans namn var döden. Medeltiden. Sändes 21 oktober 1980.
- Avsnitt 2: Oss och Kronan till. 1500-talet. Sändes 28 oktober 1980.
- Avsnitt 3: Dö som hundar sin kos. 1600-talet. Sändes 4 november 1980.
- Avsnitt 4: Låter dem se med klara ögon. 1700-talet. Sändes 11 november 1980.
- Avsnitt 5: Med en kraft av inre eld. 1800-talet. Sändes 18 november 1980.
- Avsnitt 6: Helig är bruttonationalproduktion. 1900-talet. Sändes 25 november 1980.

En nedkortad version av serien bestående av två heltimmesavsnitt visades av Kanal 1 i juni 1993. Denna version publicerades senare av Öppet arkiv.

### Fotnoter
1. ↑  ”1 000 år”. Svensk mediedatabas. 26 februari 1980. http://smdb.kb.se/catalog/search?q=%221000+%C3%A5r%22+typ%3Atv&sort=OLDEST. Läst 17 maj 2015.